# Cyphostemma juttae
Cyphostemma juttae är en vinväxtart som först beskrevs av Dinter & Gilg, och fick sitt nu gällande namn av Descoings. Cyphostemma juttae ingår i släktet Cyphostemma och familjen vinväxter. Inga underarter finns listade i Catalogue of Life.